# Arquillo del Pan y Retablo de la Esperancita (Zafra)

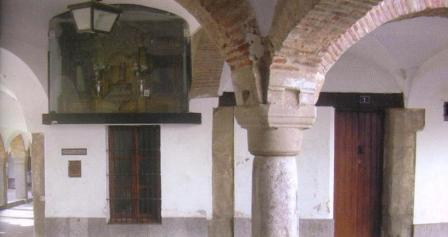
Plaza Chica de Zafra

En el ángulo noroeste de  la Plaza Grande de Zafra se encuentra entre sus soportales un pasadizo que da acceso a la Plaza Chica por su ángulo sureste: es el Arquillo del Pan, que debe su nombre a que allí se instalaba en tiempos pasados el despacho del pan. Este corredor, además de por su propia belleza, destaca por encontrarse en él un retablito de Blas de Escobar donde se venera, desde tiempo inmemorial para el pueblo de Zafra y desde el siglo XVI para la historia, la pequeña y bella imagen de la Virgen de la Esperancita de Zafra. 

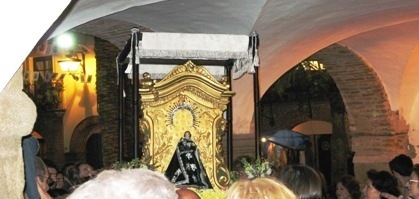
Procesión de la Esperancita 2007

La Esperancita, talla de finales del siglo XIV o principios del siglo XV de origen flamenco, tras ser restaurada ya no está en su arquillo sino en el Museo del Convento de Santa Clara de Zafra. En su lugar en el retablito hay una réplica de finales del siglo XX. Pero todos los años vuelve por unas horas a su casa tras se procesionada por las calles de Zafra, como titular de la única velá que sigue viva en la ciudad de las muchas que hubiera en tiempos pretéritos. El momento de ser respuesta en su retablito ("entronización") es uno de los más entrañables del año zafrense, seguido con devoción por unos y con cariño por todos.
- Datos: Q5705138